# Ordre de bataille lors de la bataille de Madagascar
Ce qui suit est l'ordre de bataille des forces militaires en présence lors de la bataille de Madagascar qui eut lieu du 5 mai au 8 novembre 1942.

## Forces Alliées

### Forces terrestres britanniques
- Royaume-Uni
- Rhodésie du Sud
- Afrique orientale britannique (Kenya)
- Union d'Afrique du Sud
- Australie

1re vague d’assaut
- 29th Infantry Brigade
  - 2nd South Lancashire Regiment
  - 2nd East Lancashire Regiment
  - 1st Royal Scots Fusiliers
  - 2nd Royal Welch Fusiliers
  - 455th Light Battery (Royal Artillery)
  - 1 compagnie MG (mitrailleuses)
  - 6 chars moyens
  - 6 chars légers Tetrarch

2e vague d’assaut
- Commando No. 5:
- 17th Infantry Brigade Group (de la 5th Division):
  - 2nd Royal Scots Fusiliers
  - 2nd Northamptonshire Regiment
  - 6th Seaforth Highlanders
  - 9th Field Regiment (Royal Artillery)

3e vague d’assaut (le 6 mai)
- 13th Infantry Brigade (of 5th Division):
  - 2nd Cameronians
  - 2nd Royal Inniskilling Fusiliers
  - 2nd Wiltshire Regiment

### Forces navales britanniques
- 2 cuirassés :
  - HMS Ramillies
  - HMS Warspite

- 2 porte-avions:
  - HMS Illustrious avec 41 avions
  - HMS Indomitable avec 42 avions

- 1 croiseur lourd:
  - HMS Devonshire

- 5 croiseurs légers:
  - HMS Hermione
  - HMS Birmingham
  - HMS Dauntless
  - HMS Gambia
  - HNLMS Jacob van Heemskerck

- 1 mouilleur de mines
  - HMS Manxman

- 1 monitor
  - HMS Erebus

- 1 transport d'hydravions
  - HMS Albatross

- 22 destroyers :
  - HMS Active
  - HMS Anthony
  - HMS Arrow
  - HMS Blackmore
  - HMS Duncan
  - HMS Fortune
  - HMS Foxhound
  - HMS Inconstant
  - HMS Hotspur
  - HMS Javelin
  - HMS Laforey
  - HMS Lightning
  - HMS Lookout
  - HMAS Napier
  - HMAS Nepal
  - HMAS Nizam
  - HMAS Norman
  - HMS Pakenham
  - HMS Paladin
  - HMS Panther
  - HNLMS Van Galen
  - HNLMS Tjerk Hiddes

- 8 corvettes :
  - HMS Freesia
  - HMS Auricula
  - HMS Nigella
  - HMS Fritillary
  - HMS Genista
  - HMS Cyclamen
  - HMS Thyme
  - HMS Jasmine

- 4 dragueurs de mines :
  - HMS Cromer
  - HMS Poole
  - HMS Romney
  - HMS Cromarty

- 5 navires de transport :
  - HMS Winchester Castle
  - HMS Royal Ulsterman
  - HMS Keren
  - HMS Karanja
  - MS Sobieksi

- 2 bâtiments de débarquement :
  - HMS Derwentdale (Transport de chars et d'engins de débarquement)
  - HMS Bachaquero (Transport de chars et d'engins de débarquement)

- 3 transports de troupes :
  - SS Oronsay
  - SS Duchess of Atholl
  - SS Franconia

- 6 cargos :
  - SS Empire Kingsley
  - M/S Thalatta
  - SS Mahout
  - SS City of Hong Kong
  - SS Mairnbank
  - SS Martand

### Forces aériennes britanniques
83 avions :
- À bord du porte-avions Illustrious :
  - 20 Grumman Martlet IIIs
  - 1 Fairey Fulmar NFI
  - 20 Fairey Swordfish

- À bord du porte-avions Indomitable :
  - 12 Fairey Fulmar
  - 6 Hawker Hurricane
  - 24 Fairey Albacore

## Forces françaises
État français
Les forces françaises, présentes à Madagascar sont d'environ 8 000 soldats, dont environ 6 000 Malgaches et Sénégalais.
La garnison française de Diego Suarez compte environ 4 000 hommes, dont 800 Européens.
Les moyens de défense navale et aérienne étaient légers et/ou obsolètes.

### Forces terrestres françaises enjuillet 1942[1]

#### Côte Ouest
- à Nossi-Bé
  - 2 sections de réservistes et de volontaires
- à Ambanja
  - 2 compagnies du 1er régiment mixte malgache

- à Majunga
  - 1 bataillon du 1er régiment mixte malgache

#### Côte Est
- à Tamatave
  - 1 bataillon du 1er régiment mixte malgache
  - section d'artillerie (65 mm)
- à Brickaville
  - 1 compagnie du 1er régiment mixte malgache

#### Centre de l'île
- à Tananarive:
  - 3 bataillons du 1er régiment mixte malgache
  - 1 détachement motorisé de reconnaissance
  - batterie de l'Emyrne
  - 1 section d'artillerie (65 mm)
  - 1 compagnie du génie
- à Maevatanana
  - 1 compagnie du 1er régiment mixte malgache
- à Fianarantsoa
  - 1 compagnie du bataillon de tirailleurs malgaches (BTM)

#### Sud de l'île
- à Fort-Dauphin
  - 1 compagnie du BTM
- à Tuléar
  - 1 compagnie du BTM

### Forces navales françaises
- 8 batteries côtières abritées dans des blockaus placés à l'entrée de la passe d'Oranjéa commandant l'entrée de la rade de Diégo Suarez. Les britanniques ne la franchiront que lorsque les troupes au sol débarquées en baie des Courriers auront atteint la ville, soit trois jours après le début des hostilités.
- 1 croiseur auxiliaire:
  - le Bougainville (ex-Victor Schœlcher)
- 5 sous-marins:
  - le Bévéziers
  - Le Héros
  - Monge
- 1 aviso colonial:
  - d'Entrecasteaux.
- 2 navires marchands armés,
- 2 sloops de guerre,

### Forces aériennes françaises
- Groupe aérien mixte de Madagascar (issu de la fusion des escadrilles 555 et 565)[2],[3] :
  - 13 chasseurs Morane-Saulnier MS.406 en état de vol (sur 17 livrés en 1941),
  - 6 Potez 63.11 de reconnaissance/bombardement léger,
  - 4 Potez 25TOE de reconnaissance/bombardement léger en état de vol,
  - Quelques Potez 29 de liaison et d'évacuation sanitaire,
  - 1 avion de tourisme Salmson Phrygane (en) réquisitionné.

## Japon
- Sous-marin I-10 (avec des avions de reconnaissance),
- Sous-marin I-16,
- Sous-marin I-18 (endommagé par les fortes mers, il arrivera en retard),
- Sous-marin I-20,
- Sous-marin de poche M-16b,
- Sous-marin de poche M-20b.

## Sources et références
1. ↑  Il est retranscrit tel quel de La Guérilla des troupes vichystes à Madasgar en 1942
2. ↑  Christian-Jacques Ehrengardt et Christopher F. Shores, L'aviation de Vichy au combat, vol. 1 : Les campagnes oubliées, 3 juillet 1940 - 27 novembre 1942,, Lavauzelle (ISBN 978-2-7025-0092-7, BNF 34781567), p. 65-77
3. ↑  Christian-Jacques Ehrengardt, « Ironclad, les britanniques à Madagascar », Aéro Journal, no 47,‎ février 2006, p. 6-23